# Papež Gregor XV.
Papež Gregor XV. (rojen kot Alessandro Ludovisi), italijanski rimskokatoliški duhovnik, škof in kardinal, * 9. januar 1554, Bologna, † 8. julij 1623.
Papež je bil med letoma 1621 in 1623.

## Življenjepis

### Mladost in vzpon
Rojen v Bologni 9. januarja 1554 v kot tretji v družini sedmih otrok. Oče je bil plemič Pompej Ludvik iz Samoggie (danes Savigno), mati pa Camilla Bianchini. Družina, ki je izhajala iz Firenc, se je naselila v Bologni v 12. stoletju. Pripadala je mestnim senatorjem ter bila povezana z drugimi vplivnimi družinami v mestu.  
Jeseni 1567 je Aleksander skupaj s pet let starejšim bratom Ludvikom (Ludovico) vstopil v  jezuitski kolegij Germanicum, kjer je sprva obiskoval klasično gimnazijo, in kjer je leta 1569  diplomiral iz filozofije, leta 1571 pa še iz teologije.
V istem letu se je v domačih Firencah posvetil študiju prava in junija 1575 doktoriral iz cerkvenega in civilnega prava. Gregor XIII. mu je med letoma 1582 in 1585 zaupal službo civilnega sodnika na kapitolinskem sodišču. Klemen VIII. ga je 13. julija 1593 imenoval za poročevalca pri vrhovnem cerkvenem sodišču (apostolska signatura) in 13. avgusta 1596 za sodnika na istem sodišču. V letih 1597 - 1599 je bil namestnik rimskega upravnika, nato pa je 17. avgusta 1599 postal avditorij na prizivnem sodišču Svetega sedeža Rimski roti. 
Leta 1601 je papež trem odposlancem v Beneventu, med katerimi je bil tudi Aleksander Ludovisi, zaupal nalogo iskanja rešitve v mejnih sporih med Neapeljskim kraljestvom in prizadetimi kneževinami. 
Papež Papež Pavel V. ga je 2. aprila 1612 imenoval za Bolognskega nadškofa. Posvečen in umeđčen je bil 1. maja 1612.
Gregor je bil kot škof skrben dušni pastir, zvest Tridentinskemu koncilu. Sklical je štiri škofijske sinode in spodbujal versko življenje. Marljivo je obiskoval svojo škofijo. Uspešno je sodeloval pri mirovnih pogajanjih med savojskim kraljem Karlom Emanuelom in španskim kraljem Filipom  v sporu zaradi mejne grofije Monferrato (Marchesato e ducato del Monferrato). V znak priznanja za dobro opravljeno nalogo so ga povzdignili v kardinalski zbor. 
19. septembra ga je Pavel V. imenoval za  kardinala duhovnika, kardinalski klobuk pa je prejel šele med konsistorijem 20. novembra 1618 in s tem 3. decembra prevzel naslovno cerkev Santa Maria in Trasponstina. 28. januarja 1621 je Pavel umrl, in Ludovisi je sodeloval na konklavah kot resen kandidat z možnostjo izvolitve za papeža. 

## Papež
9. februarja 1621 ga je v konklavu izvolilo za papeža 52 kardinalov od 60-ih živečih in 14. februarja 1621 je bil ustoličen. 
Med petnajstletnim vladanjem Pavla V. je bil skoraj popolnoma prenovljen kardinalski zbor, čigar najvplivnejši član je bil papežev sorodnik, kardinal Borghese. Na njegov predlog so kardinali izvolili 67 letnega človeka slabotnega zdravja, Aleksandra Ludovisija, ki si je nadel ime Gregor XV., v znamenje hvaležnosti do Gregorja XIII., ki ga je sprejel med uradnike Svetega sedeža. 
Zaradi svoje bolehnosti in starosti se je čutil preveč slabotnega za nošenje bremena vodstvene službe, zato je na samem začetku pontifikata k sebi poklical svojega 25 letnega pranečaka, Ludvika Ludovisija. Postavil ga je za kardinala in mu poveril večji del nalog. Podrobna presoja njegove osebnosti, dejanj in uspehov ne kaže, da je šlo pri tem za nepotizem. V prid Cerkvi je obremenil s številnimi nalogami mladega, učenega, pametnega, deloljubnega in plemenitega moža. Sicer pa je nepotizmu večinoma botrovala zavest, da papež med sorodniki lažje najde zanesljivih sodelavcev in v tem pogledu Ludvik ni bil edini deležen njegove posebne naklonjenosti. Ludvika so prav tako vzgajali jezuiti; z vso dušo in mladostno zagnanostjo si je prisvojil katoliško obnovo oziroma protireformacijo, ki je krenila na zmagovit pohod po Evropi. Oba sta gojila veliko hvaležnost do svojih vzgojiteljev in glavnih nosilcev obnove – jezuitov. 

### KonecTridesetletne vojne
Gregor se je zelo veselil uspešnega vračanja protestantov v polno edinost, pisateljskega in pridigarskega delovanja, ki ga je izvajal Pázmány pod geslom Čisto srce in prav mnogo ljubezni (madžarsko Tiszta szív és sok, sok szeretet)  
Peter je veliko prispeval k temu, da je prišlo do mirovnega sporazuma 1622 med kalvinskim vladarjem Transilvanije Bethlenom in katoliškim svetorimskim cesarjem Ferdinandom II.. Po tridesetletni vojni so protestantom zagotovili versko svobodo. 
Nikolsburški mir je bil prvi mir med cesarjem Ferdinandom II. in Gabrijelom Bethlenom v tej dolgotrajni vojni. 11. oktobra 1621 so se začela mirovna pogajanja v Nikolsburgu (danesMikulov na južnem Moravskem). Bethlena sta zastopala Imre in Stanislav Thurzó, Ferdinanda pa Peter Pazmanj. Dosežen je bil tako, da je vsaka stran malo popustila. 6. januarja ga je podpisal Bethlen, 7. januarja 1622 pa cesar Ferdinand. V sporazumu je bila tudi določba, da morajo podložnikom omogočiti svobodno odločanje glede veroizpovedi tako zemljiški godpodarji kot tudi kralj. 

### Kanonizacijein potrditveredov
Gregor XV. je opravil številne kanonizacije, hoteč s tem poudariti duhovno rodovitnost in moč katoliške vere in dokazati, da se protestantizem moti v zavračanju češčenja svetnikov. Med poveličanimi so znane jezuitske osebnosti kot ustanovitelj jezuitov Ignacij Lojolski in njihov največji misijonar Frančišek Ksaverij, angelski mladenič Alojzij Gonzaga, kakor tudi ustanovitelj oratorijancev Filip Neri, ter obnoviteljica karmeličanov Terezija Avilska. Istega leta (1622) je prištel k blaženim velikega dominikanskega bogoslovca Alberta Velikega in dovolil praznik dominikanca Ambroža Sienskega . Poblaženil je tudi španskega minorita Petra Alkantarskega . K svetnikom je prištel ustanovitelja kartuzijanov Bruna, pa tudi zakonskega moža Izidorja   
Prvič v zgodovini se je zgodilo, da so bili na en dan – in sicer 14. maja 1622 – posvečeni kar štirje blaženi: Ignacij Lojolski, Filip Neri, Frančišek Ksaverij in Terezija Avilska. 
Takrat so v duhu prenove Tridentinskega koncila nastajali in cveteli kar po vrsti novi redovi: jezuite je ustanovil sveti Ignacij Lojolski 1534, a jih je že 1540 potrdil Pavel III.;  družbo oratorijancev je ustanovil  sveti Filip Neri 1557 in papež Pavel IV. jo je potrdil še istega leta; kapucíni (latinsko Ordo Fraturum Minorum Capuccinorum = red manjših bratov), so nastali 1525 zaradi različnega gledanja na zahtevo uboštva znotraj frančiškanov in je njihovo samostojnost 1528 potrdil Klemen VII.; lazariste je ustanovil sveti Vinko Pavelski 1625, a 1632 jih je potrdil papež Urban VIII.Urban VIII. . 
Vse te obstoječe in nastajajoče družbe so uspešno uresničevale koncilske smernice ne le v Evropi, ampak tudi v misijonih po Ameriki, Aziji in Afriki. 

### Dela
- »Documenta Catholica Omnia« (v latinščini). Cooperatorum Veritatis Societas. Pridobljeno 6. decembra 2011.

1. Eno od najpomembnejših Gregorjevih dejanj, kar se tiče notranjih cerkvenih zadev, je bila ureditev papeških volitev. V svoji buli "Aeterni Patris" z dne 15 novembra 1621 predpisuje, da v prihodnje lahko potekajo papeške volitve na tri načine: z glasovanjem, s sporazumom in kot po navdihnjenju. – Predpisani načini so v bistvu ostali v veljavi vse do 1904. Nekoliko sta Pij X. in Pavel VI. tozadevna določila preuredila. Nazadnje pa je papež Janez Pavel II. 1996 z odlokom Universi Dominici gregis odpravil izvolitev "per compromissum" in "per quasi inspirationem". Tako je ostalo v veljavi le tajno glasovanje. [26]
2. Njegova bula "Decet Romanum Pontificem" z dne 12. marca 1622 vsebuje obrede, ki urejajo te tri načine volitev v vseh podrobnostih. Reden način izvolitve papeža je tajno glasovanje, pri katerem vsak kardinal mora dati glas le enemu kandidatu izvzemši sebe. V glavnem so natančne papeževe določbe ostale v veljavi vse do danes.
3. Za ureditev in nadzorovanje misijonskega dela je ustanovljena 6. januarja 1622 posebna kardinalska komisija Congregatio de propaganda fide (Združba za širjenje vere). Za podrobno opredelitev njenih pravic in dolžnosti je Gregor XV. izdal bulo "Inscrutabili divinae providentiae" z dne 22. junija 1622.[27] [28]

## Bolezen, smrt in spomin

### Značaj, bolezen in smrt
Gregorja viri opisujejo kot nizkega, suhega, molčečega, zadržanega in flegmatičnega. Vse od začetka njegovega papeževanja je bolehnost ovirala visoke zahteve njegove službe. Med tem ko za prvo leto pontifikata poročajo le o oslabelosti, je doživljal 1622 in 1623 hude napade protina; zadnji je bil tako usoden, da mu je povzročil smrt, zvečer 8. julija 1623 v  Kvirinalski palači v Rimu.

### Pokop in veličastno počivališče
Najprej so ga pokopali v Vatikanu, nato pa prenesli v cerkev Ss. Annunziata, blizu Collegio Romano – rimskega zavoda, ki ga je obiskoval v prvih rimskih letih. Dokončno pa so prenesli njegovo truplo v rimsko cerkev Sant'Ignazio, kjer je dal postaviti veličasten spomenik njegov nečak, kardinal Ludovisi.  Tam je bila 1717 končana kapela v desni apsidi. 
Desno od prezbiterija je mavzolej rodbine Ludovisi, ki je zaslužna za gradnjo cerkve. V kapeli se nahaja Nagrobni spomenik papeža Gregorja XV. in nečaka kardinala Ludvika Ludovisija, ki je napravljen po načrtu Le Grosa med 1709 in 1717. Monnot je izdelal dve frfotajoči osebi s trobento, ki prispodabljata Sloves; ob straneh žare pa figuri Vere in Dobrodelnosti. Na štirih vogelnih stebrih je Rusconi v štukaturi 1686 upodobil poglavitne čednosti: Modrost, Pravičnost, Zmernost in Srčnost. 

### In tribulatione pacis
Malahijeva prerokba ga imenuje In tribulatione pacis, tj. V nadlogi miru. 
Alessandro Ludovisi je kot papež Gregor XV. preuredil določbe glede odvijanja konklava in prenovil verske redove. Z vsemi močmi si je uspešno prizadeval, da bi vzpostavil mir v krščanskem svetu, ki ga je tako vznemirjala Tridesetletna vojna. V nedostatku ustrezne razlage za ta potislovni izrek ponuja O'Brien pojasnilo: »Prerok Malahija se od 1590 naprej ne ukvarja s posplošitvami. 

### Rodovnik
| Gregor XV | oče: Pompeo Ludovisi, conte di Samoggia | očetov dedek: Ludovico Ludovisi     | očetov pradedek: Girolamo Ludovisi     | očetov prapradedek: Bertrando Ludovisi   |
| Gregor XV | oče: Pompeo Ludovisi, conte di Samoggia | očetov dedek: Ludovico Ludovisi     | očetov pradedek: Girolamo Ludovisi     | očetova praprababica: Caterina Cospi     |
| Gregor XV | oče: Pompeo Ludovisi, conte di Samoggia | očetov dedek: Ludovico Ludovisi     | očetova prababica: Polissena Gozzadini | očetov prapradedek: Brandoligi Gozzadini |
| Gregor XV | oče: Pompeo Ludovisi, conte di Samoggia | očetov dedek: Ludovico Ludovisi     | očetova prababica: Polissena Gozzadini | očetova praprababica: ?                  |
| Gregor XV | oče: Pompeo Ludovisi, conte di Samoggia | očetova babica: Bernardina Sassoni  | očetov pradedek: Annibale Sassoni      | očetov prapradedek: ?                    |
| Gregor XV | oče: Pompeo Ludovisi, conte di Samoggia | očetova babica: Bernardina Sassoni  | očetov pradedek: Annibale Sassoni      | očetova praprababica: ?                  |
| Gregor XV | oče: Pompeo Ludovisi, conte di Samoggia | očetova babica: Bernardina Sassoni  | očetova prababica: ?                   | očetov prapradedek: ?                    |
| Gregor XV | oče: Pompeo Ludovisi, conte di Samoggia | očetova babica: Bernardina Sassoni  | očetova prababica: ?                   | očetova praprababica: ?                  |
| Gregor XV | mati: Camilla Bianchini                 | materin dedek: Alessandro Bianchini | materin pradedek: Americo Bianchini    | materin prapradedek: Giacomo Bianchini   |
| Gregor XV | mati: Camilla Bianchini                 | materin dedek: Alessandro Bianchini | materin pradedek: Americo Bianchini    | materina praprababica: Dionea Bargellini |
| Gregor XV | mati: Camilla Bianchini                 | materin dedek: Alessandro Bianchini | materina prababica: ?                  | materin prapradedek: ?                   |
| Gregor XV | mati: Camilla Bianchini                 | materin dedek: Alessandro Bianchini | materina prababica: ?                  | materina praprababica: ?                 |
| Gregor XV | mati: Camilla Bianchini                 | materina babica: Ippolita Legnani   | materin pradedek: ?                    | materin prapradedek: ?                   |
| Gregor XV | mati: Camilla Bianchini                 | materina babica: Ippolita Legnani   | materin pradedek: ?                    | materina praprababica: ?                 |
| Gregor XV | mati: Camilla Bianchini                 | materina babica: Ippolita Legnani   | materina prababica: ?                  | materin prapradedek: ?                   |
| Gregor XV | mati: Camilla Bianchini                 | materina babica: Ippolita Legnani   | materina prababica: ?                  | materina praprababica: ?                 |

### Ocena
Veliko papežev vstopa v svojo sveto službo z zavestjo, da bodo zadržali ta sedež dosmrtno. Nekateri papeži pa se zavedajo, da to ne bo dolgotrajno. Papež Gregor XV. je bil izvoljen v papeštvo 1621 pri 67-ih letih in slabega zdravja. Zavedal se je, da njegovo papeževanje ne bo predolgo in res, umrl je čez dve leti. Zavest, da je njegov čas omejen, mu je bila v veliko spodbudo. Čeprav je bilo njegovo papeževanje kratko, ni Gregor XV. zapravil niti dneva. 
Kljub svoji starosti in oslabelosti je Gregor pokazal izjemno trdoživost. Pomagal je cesarju v Tridesetletni vojni in poljskemu kralju proti Turkom. Potrdil je zahtevo Maksimilijana Bavarskega do časti izbornega kneza, in je prejel v dar Heidelberško knjižnico, ki jo je prepeljal v Rim. 
Gregorjev pontifikat je izvršil dve pomembni prenovi: uvedel je tajno glasovanje v papeške volitve, in on je uvedel prvi stalni urad za nadzor nad katoliškimi zunanjimi misijoni, congregatio de propaganda fide - združbo za širjenje vere; njeno misijonsko delovanje je pomagalo Cerkvi, da je pridobila nazaj velik delež tega, kar je izgubila zaradi  protestantovske reformacije. 